# Tour de France 1939
Il Tour de France 1939, trentatreesima edizione della Grande Boucle, si svolse in diciotto tappe tra il 10 e il 30 luglio 1939, per un percorso totale di 4 224 km.
Fu vinto per la seconda volta, dopo il successo nell'edizione datata 1936, dal passista-scalatore belga Sylvère Maes (i due suoi trionfi coincisero con le volte, appunto due, in cui andò a podio nella Grande Boucle). 
Sylvère Maes terminò le proprie fatiche sulle strade transalpine con il tempo di 132h03'17". 
In seconda posizione della classifica generale si piazzò lo scalatore francese René Vietto (al primo e unico podio nella Grande Boucle), tra i più cristallini - e sfortunati - esempi di grimpeur della storia del ciclismo. 
A classificarsi al terzo posto della graduatoria generale fu il passista-scalatore belga Lucien Vlaemynck (anche per lui si trattò dell'unico podio in carriera al Tour de France, per giunta nella sua sola partecipazione alla corsa a tappe transalpina).
Si trattò dell'ultima edizione del Tour prima della forzata pausa dovuta alla seconda guerra mondiale. Il clima di belligeranza si fece sentire in maniera notevole anche in questa edizione: il governo tedesco e quello italiano impedirono ai propri corridori di partecipare; diede quindi forfait anche Gino Bartali, vincitore l'anno precedente (1938). Il Tour de France sarebbe tornato nel 1947.
Per il vincitore Sylvère Maes si trattò del secondo ed ultimo podio al Tour. Anche la volta precedente era riuscito a salire sul gradino più alto, nell'edizione del 1936.
Il Tour 1939 fu la dodicesima edizione in cui a trionfare fu un corridore belga, ma il Belgio sarà costretto ad attendere per ben 30 anni l'avvento di un altro corridore di tale nazionalità vittorioso nella Grande Boucle: il "cannibale" Eddy Merckx, vittorioso al Tour per la prima volta (su cinque totali) nel 1969.

## Tappe
| Tappa  | Data      | Percorso                                                   | km    | Vincitore di tappa  | Leader cl. generale |
| ------ | --------- | ---------------------------------------------------------- | ----- | ------------------- | ------------------- |
| 1ª     | 10 luglio | Parigi > Caen                                              | 215   | Amédée Fournier     | Amédée Fournier     |
| 2ª-1ª  | 11 luglio | Caen > Vire (Cron. individuale)                            | 63    | Romain Maes         | Romain Maes         |
| 2ª-2ª  | 11 luglio | Vire > Rennes                                              | 120   | Eloi Tassin         | Jean Fontenay       |
| 3ª     | 12 luglio | Rennes > Brest                                             | 244   | Pierre Cloarec      | Jean Fontenay       |
| 4ª     | 13 luglio | Brest > Lorient                                            | 174   | Raymond Louviot     | René Vietto         |
| 5ª     | 14 luglio | Lorient > Nantes                                           | 207   | Amédée Fournier     | René Vietto         |
| 6ª-1ª  | 15 luglio | Nantes > La Rochelle                                       | 144   | Lucien Storme       | René Vietto         |
| 6ª-2ª  | 15 luglio | La Rochelle > Royan                                        | 107   | Edmond Pagès        | René Vietto         |
|        | 16 luglio | giorno di riposo                                           |       |                     |                     |
| 7ª     | 17 luglio | Royan > Bordeaux                                           | 198   | Raymond Passat      | René Vietto         |
| 8ª-1ª  | 18 luglio | Bordeaux > Salies-de-Béarn                                 | 210   | Marcel Kint         | René Vietto         |
| 8ª-2ª  | 18 luglio | Salies-de-Béarn > Pau (Cron. individuale)                  | 69    | Karl Litschi        | René Vietto         |
| 9ª     | 19 luglio | Pau > Tolosa                                               | 311   | Edward Vissers      | René Vietto         |
|        | 20 luglio | giorno di riposo                                           |       |                     |                     |
| 10ª-1ª | 21 luglio | Tolosa > Narbonne                                          | 148   | Pierre Jaminet      | René Vietto         |
| 10ª-2ª | 21 luglio | Narbonne > Béziers (Cron. individuale)                     | 27    | Maurice Archambaud  | René Vietto         |
| 10ª-3ª | 21 luglio | Béziers > Montpellier                                      | 71    | Maurice Archambaud  | René Vietto         |
| 11ª    | 22 luglio | Montpellier > Marsiglia                                    | 212   | Fabien Galateau     | René Vietto         |
| 12ª-1ª | 23 luglio | Marsiglia > Saint-Raphaël                                  | 157   | François Neuens     | René Vietto         |
| 12ª-2ª | 23 luglio | Saint-Raphaël > Monaco                                     | 121   | Maurice Archambaud  | René Vietto         |
| 13ª    | 24 luglio | Monaco > Monaco                                            | 102   | Pierre Gallien      | René Vietto         |
| 14ª    | 25 luglio | Monaco > Digne-les-Bains                                   | 175   | Pierre Cloarec      | René Vietto         |
| 15ª    | 26 luglio | Digne-les-Bains > Briançon                                 | 219   | Sylvère Maes        | Sylvère Maes        |
| 16ª-1ª | 27 luglio | Briançon > Bonneval-sur-Arc                                | 126   | Pierre Jaminet      | Sylvère Maes        |
| 16ª-2ª | 27 luglio | Bonneval-sur-Arc > Bourg-Saint-Maurice (Cron. individuale) | 64    | Sylvère Maes        | Sylvère Maes        |
| 16ª-3ª | 27 luglio | Bourg-Saint-Maurice > Annecy                               | 104   | Antoon van Schendel | Sylvère Maes        |
|        | 28 luglio | giorno di riposo                                           |       |                     |                     |
| 17ª-1ª | 29 luglio | Annecy > Dole                                              | 226   | François Neuens     | Sylvère Maes        |
| 17ª-2ª | 29 luglio | Dole > Digione (Cron. individuale)                         | 59    | Maurice Archambaud  | Sylvère Maes        |
| 18ª-1ª | 30 luglio | Digione > Troyes                                           | 151   | René Le Grevès      | Sylvère Maes        |
| 18ª-2ª | 30 luglio | Troyes > Parigi                                            | 201   | Marcel Kint         | Sylvère Maes        |
| Totale | Totale    | Totale                                                     | 4 224 |                     |                     |

## Squadre e corridori partecipanti
| N.    | Cod. | Squadra                 |
| ----- | ---- | ----------------------- |
| 1-8   | BEL  | Belgio                  |
| 9-16  | CHE  | Svizzera                |
| 17-24 | LUX  | Lussemburgo             |
| 25-32 | NLD  | Paesi Bassi             |
| 33-40 | FRA  | Francia                 |
| 41-48 | BEB  | Belgio B                |
| 49-56 | NEI  | Nord-Est, Île-de-France |
| 57-64 | OVE  | Ovest                   |
| 65-72 | SOV  | Sud Ovest               |
| 73-80 | SES  | Sud Est                 |

## Resoconto degli eventi
Al Tour 1939 parteciparono 79 corridori, dei quali 49 giunsero a Parigi.
Il governo italiano e quello tedesco proibirono la partecipazioni dei propri corridori per motivi politici, tra di essi c'era anche il vincitore della precedente edizione Gino Bartali.
Per la terza volta, dopo le due edizioni precedenti, diverse tappe furono suddivise in più semitappe, per un totale di ventotto frazioni.
Il corridore a vincere il maggior numero di frazioni fu il francese Maurice Archambaud, con quattro successi.
Il vincitore Sylvère Maes fu leader alla fine delle ultime otto frazioni sulle ventotto previste. Vinse due frazioni; conquistò la maglia gialla alla fine della sua prima frazione vinta, quella che terminava a Briançon, per poi mantenerla fino a Parigi.
Sylvère Maes fu l'ottavo corridore della storia del Tour de France ad imporsi in almeno due edizioni, dopo Lucien Petit-Breton, Philippe Thys (fino a quel momento unico ad imporsi in tre edizioni), Firmin Lambot, Ottavio Bottecchia, Nicolas Frantz, André Leducq e Antonin Magne. Come Lambot, Leducq e Magne, e a differenza degli altri, Maes non vinse queste due edizioni consecutivamente.

## Classifiche finali

### Classifica generale - Maglia gialla
| Pos. | Corridore             | Squadra     | Tempo      |
| ---- | --------------------- | ----------- | ---------- |
| 1    | Sylvère Maes          | Belgio      | 132.03'17" |
| 2    | René Vietto           | Francia     | a 30'38"   |
| 3    | Lucien Vlaemynck      | Belgio      | a 32'08"   |
| 4    | Mathias Clemens       | Lussemburgo | a 36'09"   |
| 5    | Edward Vissers        | Belgio      | a 38'05"   |
| 6    | Sylvain Marcaillou    | Francia     | a 45'16"   |
| 7    | Albertin Disseaux     | Belgio      | a 46'54"   |
| 8    | Jan Lambrichs         | Paesi Bassi | a 48'01"   |
| 9    | Albert Ritserveldt    | Belgio      | a 48'27"   |
| 10   | Cyriel Van Overberghe | Belgio      | a 49'44"   |

### Classifica scalatori
| Pos. | Corridore          | Squadra | Punti |
| ---- | ------------------ | ------- | ----- |
| 1    | Sylvère Maes       | Belgio  | 86    |
| 2    | Edward Vissers     | Belgio  | 84    |
| 3    | Albert Ritserveldt | Belgio  | 71    |